# Будапештский фестивальный оркестр
Будапештский фестивальный оркестр (венг. Budapesti Fesztiválzenek, англ. Budapest Festival Orchestra) — венгерский симфонический оркестр, базирующийся в Будапеште.
Был создан в 1983 г. известными венгерскими музыкантами Иваном Фишером и Золтаном Кочишем, совместно руководившими коллективом до 1997 г., когда Кочиш возглавил Венгерский национальный филармонический оркестр, а Фишер остался единоличным руководителем Будапештского фестивального оркестра. В 1990-е гг. оркестр перешёл в режим полной занятости музыкантов и стал управляться специально созданным фондом, получая в то же время постоянную финансовую поддержку Будапештской администрации, а с 2003 г. и Министерства культуры Венгрии.
Оркестр успешно гастролирует по всему миру, участвует в ведущих музыкальных фестивалях. Наибольшее признание получили такие записи оркестра, как музыка балета Белы Бартока «Чудесный мандарин», его же Концерт для оркестра, Симфония «Фауст» Ференца Листа, симфонии Густава Малера.
В 2008 году вошёл в десятку лучших оркестров мира по версии журнала Gramophone.